# وادی حمره (روستا)
 وادی حمره  به عربی ( وادی الُحمرة )، روستایی است در دهستان مُسْتبا از توابع استان حَجّه در کشور یمن در شبه جزیره عربستان.

## جمعیت
جمعیت آن ( ۹۰) نفر (۹ خانوار) می‌باشد.